# Людмил Гетов
Людмил Гетов е български историк и археолог, декан на Историческия факултет, основен радетел за учредяване на специалност Археология при Исторически факултет на Софийския университет „Св. Климент Охридски“.

## Биография
Роден е на 15 септември 1935 г. През 1960 г. завършва висшето си образование по история със специализация по археология. След това работи като уредник-археолог в ИМ „Искра“ - Казанлък и с археологията на този район са свързани и първите му проучвания (некрополът на Севтополис, Мъглижката гробница и др.) В музея Людмил Гетов работи до 1971 година, но интересът към археологията на Казанлъшко се запазва и присъства в научните му трудове. В Казанлък работи съвместно с Гергана Цанова, археолог и директор на музей „Искра“. През 1971 г. защитава докторат в Историческия факултет на Софийския университет на тема „Погребални обичаи и гробни съоръжения в Тракия и Мизия I-IV век“ с научен ръководител акад. проф. Д. П. Димитров. През 1972 г. е включен в екипа, проучващ Кабиле. От 1973 г. е гл. асистент, а от 1975 г. – доцент към катедра „Археология“, чийто ръководител е през 1976-1993 г.
От 1974 до 1987 година е съдържател на явочна квартира на Държавна сигурност.
През 1978-1993 г. е зам.-декан, а през 1983-1984 и 1989-1993 г. е декан на Историческия факултет. Доктор на историческите науки става през 1989 г. с изследването си „Търговско-икономическите връзки на Кабиле IV-II век пр. Хр.“.
Специализира в Гърция и Италия, изнася лекции в Будапеща, Солун, Брюксел, Хамбург и Букурещ. Дългогодишен член на редколегията на сп. „Археология“.
Между 1997 и 2001 г. е председател на Научната комисия за история към ВАК. 
През 1992 г. Факултетният съвет на Исторически факултет приема решение за създаване на специалност Археология и след утвърждаването на предложението от Академичния съвет на СУ, през учебната 1992/1993 година е първият випуск от студенти в специалността. Новата специалност става факт главно благодарение на усилията на доайена проф. д-р Людмил Гетов.
Продължава да чете лекции в Софийския университет, Югозападния университет в Благоевград и Специализираното висше училище по библиотекознание и информационни технологии в София.

## Признание и награди
На 29 август 2008 г. Людмил Гетов е удостоен с наградата „Проф. Александър Фол“. Призът е учреден през 2006 г. от Общинския съвет на Казанлък. Първият носител е археологът д-р Георги Китов. Наградата се връчва в рамките на Дните на тракийската култура в Казанлък.

## Избрана библиография
- „Кабиле и политическата история на Тракия през ранноелинистическата епоха“. – В: сб. България 1300. София, 1982.
- Търговско-икономически връзки на Кабиле IV-II в. пр.н.е.. София, 1989.
- „Погребални обичаи и гробни съоръжения у траките през римската епоха (I-IV в.)“. – сп. Археология, 12 (1970), № 1, 1–11.
- „За вноса на саркофази в Одесос през римската епоха“. – сп. Археология, 20 (1978), 13-19.
- Мъглижката гробница. София, 1988.
- „Тракийски гробници в хинтерланда на Севтополис през елинистическата епоха“. – В: сб. Тракийската култура през елинистическата епоха в Казанлъшкия край, Казанлък, 1991, 40-46.
- „Мъглижката гробница“. – В: Казанлък в миналото и днес. 1994, кн. IV, 32-39.2, 13–19.